# Újrahasznosítás

Az újrahasznosítás nemzetközi szimbóluma

Az újrahasznosítás a gyűjtőneve mindazon tevékenységeknek, amelyek célja, hogy
- az ember által készített, tartós, nem természetes, főleg hulladékká váló anyagokat nyersanyaggá alakítsa át és
- olyan másodlagos, újra hasznosítható anyagokat állítson elő, amelyek segítik a természetes anyagok felhasználásának csökkentését.

Az újrahasznosítás azt jelenti, hogy az adott tárgyból ismét nyersanyagot készítünk, míg az újrahasználat esetében ugyanazt a tárgyat más használó alkalmazza, vagy a használati célja változik meg. Az újrahasználattal energiát takarítunk meg, ami a termékek újrahasznosításához szükséges, és spórolunk olyan nyersanyagokkal, amelyek egy új termék létrehozásához szükségesek 
A tevékenységre használt angol szó, a recycling, jobban kifejezi, hogy anyagok környezettudatos körforgásáról van szó, a nyersanyag – késztermék – hulladék – nyersanyag stb. folyamatban. Ezen tevékenységen belül megkülönböztetjük az értéknövelő (upcycling) és az értékcsökkentő (downcycling) fogalmát, melyek az újrahasznosított anyagnak az eredetihez képesti minőségét fejezik ki. Az upcycling pl. PET-palackból textilipari feldolgozásra alkalmas fonal készítése, a downcycling pl. textilhulladékból rongyszőnyeg készítése stb. Az ehhez kapcsolódó gazdasági tevékenységek sorát körforgásos gazdaságnak is nevezik. 
Az újrahasznosítás célja a Föld erőforrásainak kímélése, például hogy kevesebb fát kelljen kivágni papírgyártás céljára, vagy kevesebb vasércet kibányászni acélgyártásra (pl. autógyártáshoz). Emellett fontos cél, hogy a természetbe kerülő hulladék mennyisége is csökkenjen.
Az EU-ban körforgásos gazdaságra vonatkozó cselekvési terv készült. A gyártási folyamatokban a környezetbarát és gazdaságos, valóban fenntartható modellre kívánunk átállni. Ebben pedig mindenkinek szerepe van a termékeket tervezőktől az értékesítőkön át egészen a fogyasztókig. A lineáris gazdasági modelltől átkíván jutni a körforgásos gazdaságra.

## Az újrahasznosítás iránti igény
A jelenség attól vált kritikussá, hogy a korábbi méretű falusi gazdaságokkal ellentétben a városok nem tudnak mit kezdeni a saját maguk által termelt szennyel és szeméttel, az mérgezi a környezetet. Első lépésként a városok igyekeznek az ivóvizet kímélni, a szennyezett folyadékokat nem a természetes vizekbe bevezetni, illetve a szilárd hulladékokat a hasznosítás és feldolgozás szempontjai szerint szétválasztva gyűjteni.

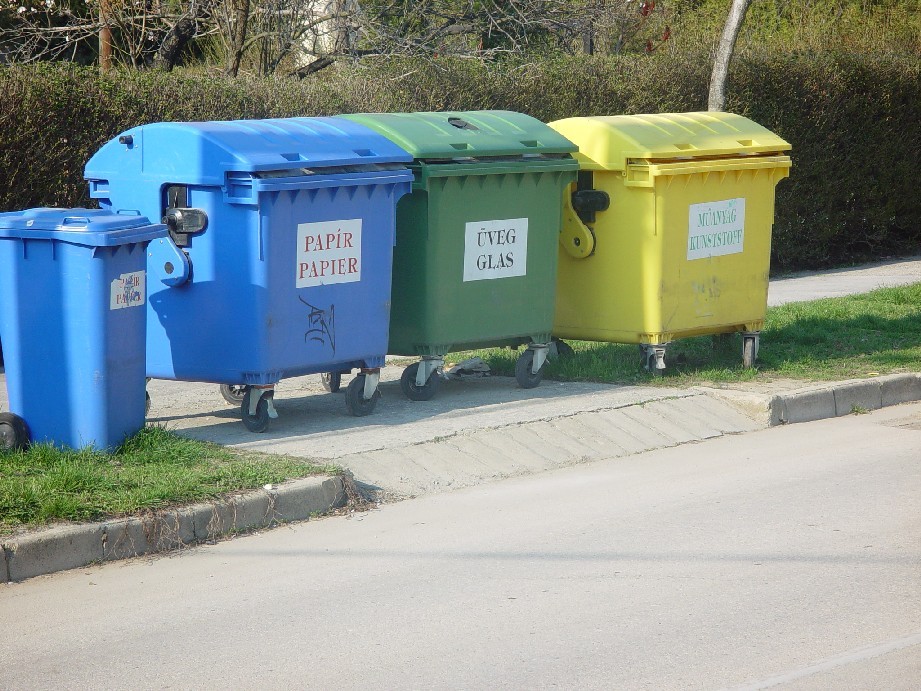
A három fő hulladék-kategória

## A hulladékgyűjtés korábban

### A MÉH
A második világháború után MÉH (Melléktermék- és Hulladékhasznosító Vállalat) néven állami vállalatot hoztak létre. Társadalmi munkaakcióknak is többször volt a tárgya például a papírgyűjtés. Az ócskavas- és színesfém gyűjtésnek főleg az 1950-es években kitüntetett szerepe volt, mivel a nehézipar nyersanyag-szükségletének fedezését szolgálta.

### Komposztálás
Ugyanakkor a szerves, növényi eredetű hulladék gyűjtése is szervezett formában folyik, de a háztartás szintjén is létezik komposztálás formájában. Legjobb megoldás, ha helyben hagyjuk/hasznosítjuk a zöld javakat, mert ennek külön gyűjtése, vagy szállítása felesleges környezetterheléssel jár.

## Szelektív hulladékgyűjtés
A szelektív hulladékgyűjtés a különféle hulladéktípusok anyagfajta szerinti különválogatása. Ezek az anyagok: fém, fehér üveg, színes üveg, papír, műanyag. A szelektív hulladékgyűjtés után következő „fázis” a válogatás, bálázás, darálás, majd az újrahasznosítás, melynek során az összegyűjtött anyagból új anyagot hoznak létre, ezáltal elősegítve az erőforrások megóvását. A szelektív hulladékgyűjtésnek létezik egy különleges fajtája is, melyben a használt elektronikai termékeket hasznosítják újra.
A nem szerves háztartási hulladék szelektív gyűjtése viszonylag kis költséggel kialakítható.
A fogalmi tisztázatlanságra jellemző, hogy az italos kartonokat néhány helyen a műanyag hulladékokat gyűjtő konténerbe kell helyezni, míg azokat máshol a papírhulladék között gyűjtik. A keveredés elsődleges oka, hogy ezen csomagolóanyag valójában többrétegű, papírt, műanyag- és fémfóliát egyaránt tartalmaz.
A Nyílt Társadalom Alapítvány által kidolgozott program keretében Macedóniában műanyaghulladék-gyűjtő segédmunkásokat képeztek ki.

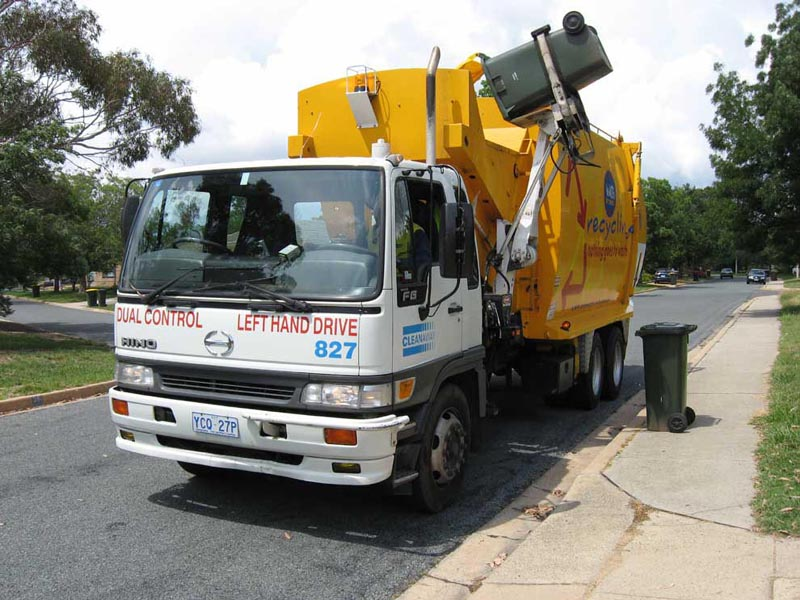
Házhoz menő gyűjtés Canberrában

### A szelektív hulladékgyűjtés Magyarországon belül
Magyarországon a szelektív hulladékgyűjtés rendszere már igen elterjedt, akár a világ többi országában, például Dániában, Svédországban, ahol a hulladék 80-90%-át így dolgozzák fel. Nálunk azonban közel sem olyan kihasznált a rendszer, mint az említett országokban, mert a lakosság mindössze a háztartási hulladék 17%-át gyűjti szelektíven. Ennek javulása érdekében Magyarországon már több városban bevezették a házhoz menő gyűjtést. Ezzel a technikával nagyobb és tisztább mennyiségeket lehet begyűjteni a lakosságtól, üzemeltetése viszont költséges. Magyarországon minden esetben (kivétel Szentes városa) EU-s támogatással valósultak meg ezek a milliárdos beruházások: Székesfehérvár, Pécs, Hajdúböszörmény és Budapest.
A magyarországi szelektív hulladékgyűjtésre alkalmas gyűjtőszigetek számáról nincsenek pontos adatok. Tudni lehet, hogy Nyíregyházán 151, Pécsett 170, Budapesten 900 a számuk, ami igen alacsony, mert ezer lakosonként legalább egy gyűjtőszigetre lenne szükség.
Azoknak, akik szeretnének szelektíven hulladékot gyűjteni, segítséget jelenthetnek a hulladékudvarok, ahol a szelektíven válogatott újrahasznosítható és egyéb hulladékokat a lakosság ingyenesen el tudja helyezni.
A szakasz címéhez tökéletesen illeszkedve megemlítendő még az a nem elhanyagolható információ is, hogy a kialakított szelektív hulladékgyűjtő szigeteket a lakosság igen nagy része állandó lomtalanító helynek tekinti, és mindenféle más módon kezelendő hulladék rendszertelen odahalmozásával teszi lehetetlenné az eredeti rendeltetésének megfelelő használatát. Érdemes megjegyezni, hogy még érdekesebb ez a probléma annak fényében, hogy hazánkban minden város önkormányzata rendszeresen tart lomtalanításokat, amikor a feleslegessé vált holmik szervezetten elszállításra kerülnek.

## Újrahasznosítás Magyarországon
Ez az a gyakorlatias téma, amiről sajnos kevesebbet hallani, pedig méltán lehetünk büszkék a hulladék újrahasznosító iparágunkra. Magyarországon közel 100 cég foglalkozik a különböző hulladékok hasznosításával (papír, fém, műanyag, üveg, gumiabroncs, elektronika, stb.). Kültéri építőanyagokat gyártanak műanyag kerítés, teraszlap, vagy komposztláda formájában. .
A legnagyobb hazai textilhulladék-feldolgozó a Temaforg Zrt., a Tesa Kft. és a Textrade Kft., ezek ipari hasznosítású termékeket (ipari vattát, nemszőtt textíliát, paplan- és párnatöltetet, boxzsák-töltetetet, géprongyokat stb.) készítenek a textilhulladékból. Kisebb cégek dísztárgyakat, divatcikkeket állítanak elő, sok esetben megváltozott munkaképességű embereknek adva munkát.

## Példák kivitelezett újrahasznosításokra
- Italos kartonok: 2004-ben a magyar lakosság 10-12 ezer tonna tejes, gyümölcs és üdítőitalos kartondobozt használt el, és ennek mindössze 3%-át hasznosították újra. Egy gyártói kezdeményezésű egyesülés ezen javítani igyekszik: 2005-ben 5%, 2006-ban 7% volt a begyűjtött és újrahasznosított italos kartonok aránya a teljes forgalomba került mennyiséghez képest.[4] 2008-ban 25% a megcélzott újrahasznosítási arány. Az itthon begyűjtött italos kartonokat Németországban dolgozzák fel… Ezen túlmenően létezik sörösüveg, üvegpalack, italos alu doboz visszaváltás, szelektív gyűjtés és újrahasznosítás.
- Autó hulladék újrahasznosítása: Évente 8-9 millió tonna hulladék keletkezik az Európai Unióban csak gépjárműroncsokból, Magyarországon pedig évente 100-120 ezer jármű kerül kiselejtezésre, ez közel 100-120 ezer tonna hulladékot jelent. Alapanyagonként a műanyag, acél, alumínium részeket,alkatrészként bontással egyéb alkatrészeket is hasznosítanak.
- Folyók ártéri, árvízi hulladékai: A  Tiszán a 2010-évektől kezdve az ukrajnai és romániai lakossági hulladékkezelési hiányosságok okoznak jelentősebb szennyezést. A szeméttel teli árvízi uszadék felfogására épült Vásárosnaménynál a hulladékfogó és válogató úszó géplánc.[5][6] 2013 óta a vízügyi és civil szervezetek kezdeményezésére a helyi önkéntesek mozgósításával rendszeresen szervezett PET Kupa versenyeken gyűjtik össze a folyón évente érkező, átlagosan 60-70 tonnányi szilárd hulladékot.[7] Kiskörénél évente folyik uszadékgyűjtés és szelektált hasznosítás, 2021-ben a Latorca, Tisza, Bodrog Drina, Potpecko-tó területén merült fel hasonló igény.
- A textilhulladékokat feltépik, szálakra bontják és az így nyert újrahasznosítható nyersanyagból ismét fonalat, ipari vattát, nemszőtt textíliát, paplan- és párnatöltetet, a kelmehulladékokból boxzsák-töltetet, géprongyot stb. készítenek. Kisebb cégek a textilanyagok hulladékaiból dísztárgyakat, divatcikkeket állítanak elő, sok esetben megváltozott munkaképességű embereknek adva munkát.

## Újrahasznosítás és művészet

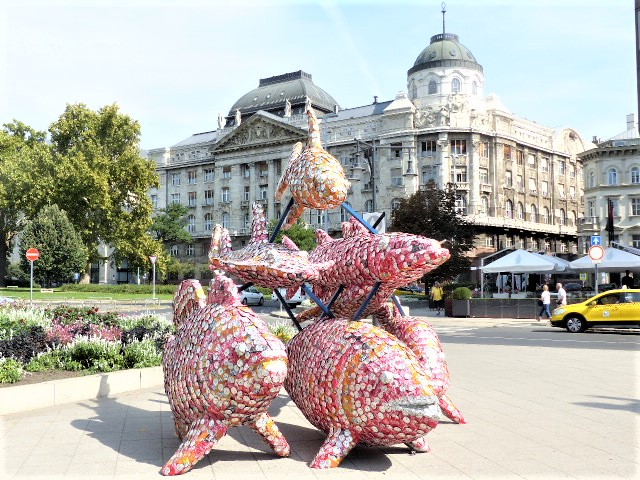
Sörösdobozokból készített installáció

Sok kortárs művész használ fel újra hulladékká vált tárgyakat alkotásaiban, ennek neve recycling art.
A művészek alkotásaikon keresztül reagálnak a XXI. század hulladékproblémájára, felhívva ezzel a figyelmet fogyasztási szokásaink árnyoldalaira. A hulladék feldolgozásának ez egy érdekes és sokszínű formája, ami által a haszontalan kacatok és hulladék anyagok újra termékként, vagy éppen művészeti alkotásként öntenek újra formát.
Az ökodizájn alkalmazása kisebb dolgokban jelentkezik, de ha összehasonlítjuk pl. az autók reklámozási és dizájn-módjaival, azoknál lényegesen kisebb szerepet játszik. Kevés olyan mű jelenik meg, amely egyrészt a klímavédelmet és eszközeit művészi designformájában mutatná be, másrészt a hulladéknak minősülő tárgyakat újra felhasználva alkot műtárgyakat. Ha pl. az autóipar dizájn tevékenységeivel hasonlítjuk össze akkor látható, hogy utóbbi rendelkezésére következők állnak: új gyártmány bemutatóterem és kiállítás (Genf, autószalon), kereskedelmi márkaszalonok, bemutatótermek, globális versenyek (Formula–1,Forma-E), specializált bankok részletfizetési akciói, újságmelléklet reklámfüzetek.

## Építési, bontási hulladék
Magyarországon évente 18 millió tonna hulladék keletkezik, ebből hatmillió tonna csak az építkezéseken. A bontási, építési hulladék nyolcvan százalékát nem használják fel újra, ennek nagy része illegális lerakóhelyekre kerül. Azonban a lehetséges felhasználásra létezik szabvány, mely megadja, hogy melyik betontípusba milyen fajtájú és mennyiségű újrahasznosított anyag alkalmazható, ez az MSZ 4798:2016 szabvány.
Sokkal környezetterhelőbb és költségesebb az építési-bontási hulladék esetében is előzőleg összekevert anyagokat különválasztani, mint különválasztva gyűjteni – ezért fontos a szelektív bontás jogszabályi megkövetelése, ami a jövő szempontjából nélkülözhetetlen, hiszen így a nyersanyagokat egymás után sokszor felhasználhatják.
Az építési hulladék újrafeldolgozását meghatározza a műszaki minőség (megfelelőség igazolás), környezettel való összeegyeztethetőség, valamint a primer ásványi anyagokkal való versenyképesség. Az építési, bontási törmeléket adalékanygaként aszfalthoz, betonhoz alkalmazzák, továbbá útalapok szilárdítására, ill. kevésbé terhelt felületeken, sportpályák,kerékpárutak töltésére.
Építési anyagként kifejlesztettek K-Briq nevű fenntartható téglát, amely 90%-ban építési hulladékból készül, a szén-dioxid-kibocsátás kevesebb mint egytizedét generálja, mint egy normál tégla, és bármilyen színű lehet.

## Kritika
Az újrahasznosítás egyes formái több ásványi energiát igényelnek, mint amennyit az újrafelhasználással megtakarítanak, azaz összességében növelik a természetet ért terhelést. Ezért az újrahasznosítás elvén túl egyre erősödik a hulladék-minimalizálás, a "nulla hulladék" (zero waste) elve is.
A fenntarthatóság szempontjából azért problematikus az újrahasznosítás, mert a hulladékot, pl. csomagolóanyagokat előállító cégnél nem jelentkezik (motiváló mértékű) költségként a hulladék semlegesítése, ez a feladat az államra hárul. Ez a berendezkedés az eldobható csomagolást gyártó cégnek kedvez, mert a haszon nála keletkezik, és az elhárítás költségei viszont nem, viszont a társadalom egészének rossz, mert az államnak az újrahasznosításra fordított pénzösszeget máshonnan kell elvonnia.
A Bölcsőtől bölcsőig modell egy másik út, ezt az első generációs újrahasznosítási eljárást igyekszik meghaladni, tökéletesíteni különféle tervezési megfontolásokkal.
Ennek ellenére az újrahasznosításnak, szelektív hulladékgyűjtésnek nagy jelentősége van abban, hogy felhívja az emberek figyelmét a problémára. Mindazonáltal ezzel egyidőben megjelent az úgynevezett "vágyott újrahasznosítás" (angolul aspirational recycling vagy wishful recycling) fogalma, amely azt az emberi viselkedést definiálja, amikor az újrahasznosításra való hajlam csak látszólagos, a problémát másra hárítja. Példa erre, ha nem újrahasznosítható ételmaradékos műanyagot dobunk a szelektív hulladékgyűjtőbe azzal az attitűddel, hogy majd valaki más kimossa, kiválogatja a szemetet.

## Városi legendák és pletykák

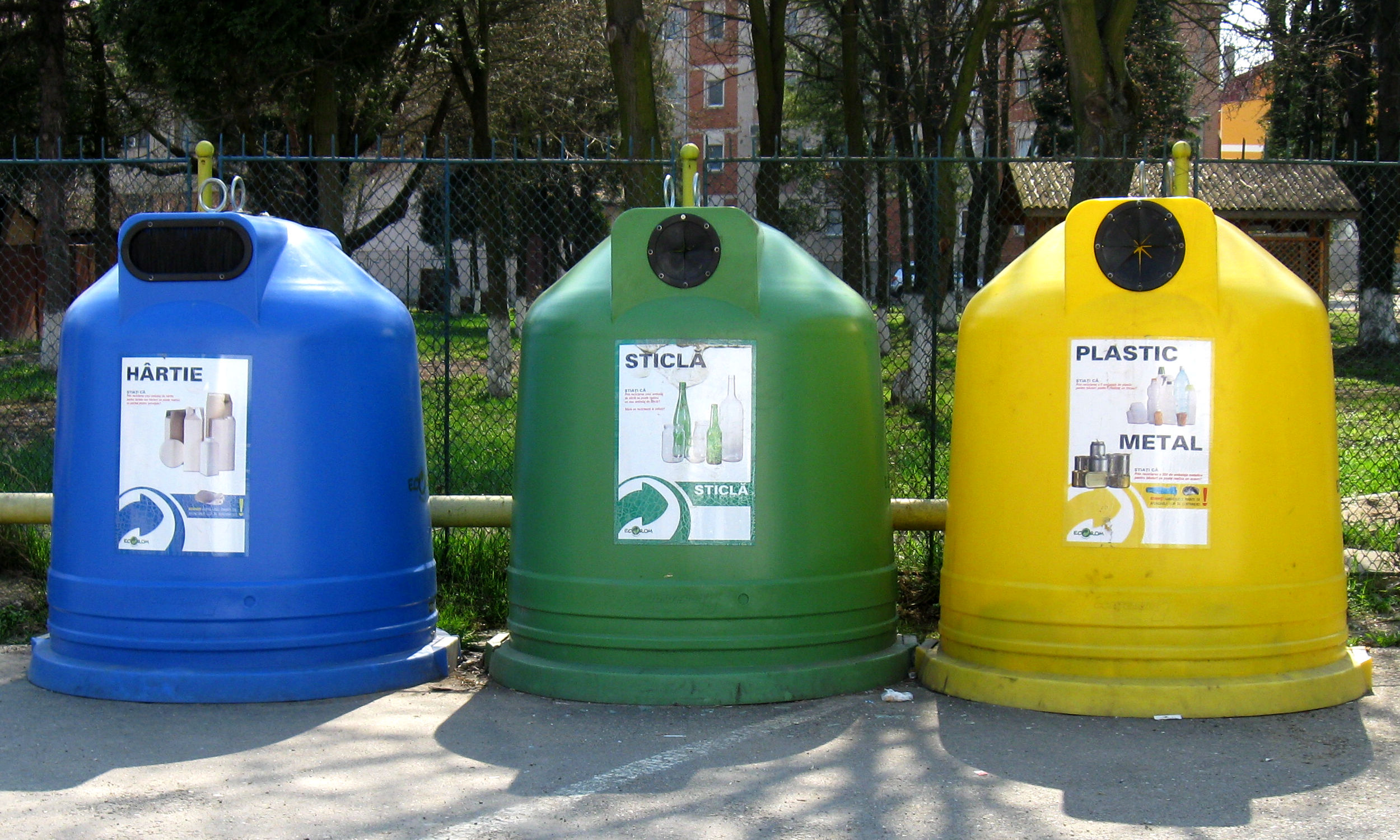
Szelektív szemétgyűjtő konténerek Déván

A szelektív hulladékgyűjtésről az egyik legnagyobb téveszme, hogy a begyűjtés után összeöntik. Ennek oka a hiányos kommunikáció és az emberek lustasága. Könnyebb ezzel a kifogással eltolni magunktól a szelektálás plusz feladatait, mint tudatosan vásárolni, komposztálni és hetente eljárni a gyűjtőszigetre. 100 magyar hulladékhasznosító cég munkája a bizonyíték arra Magyarországon, hogyan hasznosítják az egyes hulladékokat. Ezt mutatja be a Hulladékból Termék kiállítás.